# Jef Jacobs
Jef Jacobs (Mechelen 1905 – Bonheiden, 1978) was een Belgisch beeldhouwer met religieuze inslag. Vooral Mariabeelden waren zijn specialiteit.

## Werken

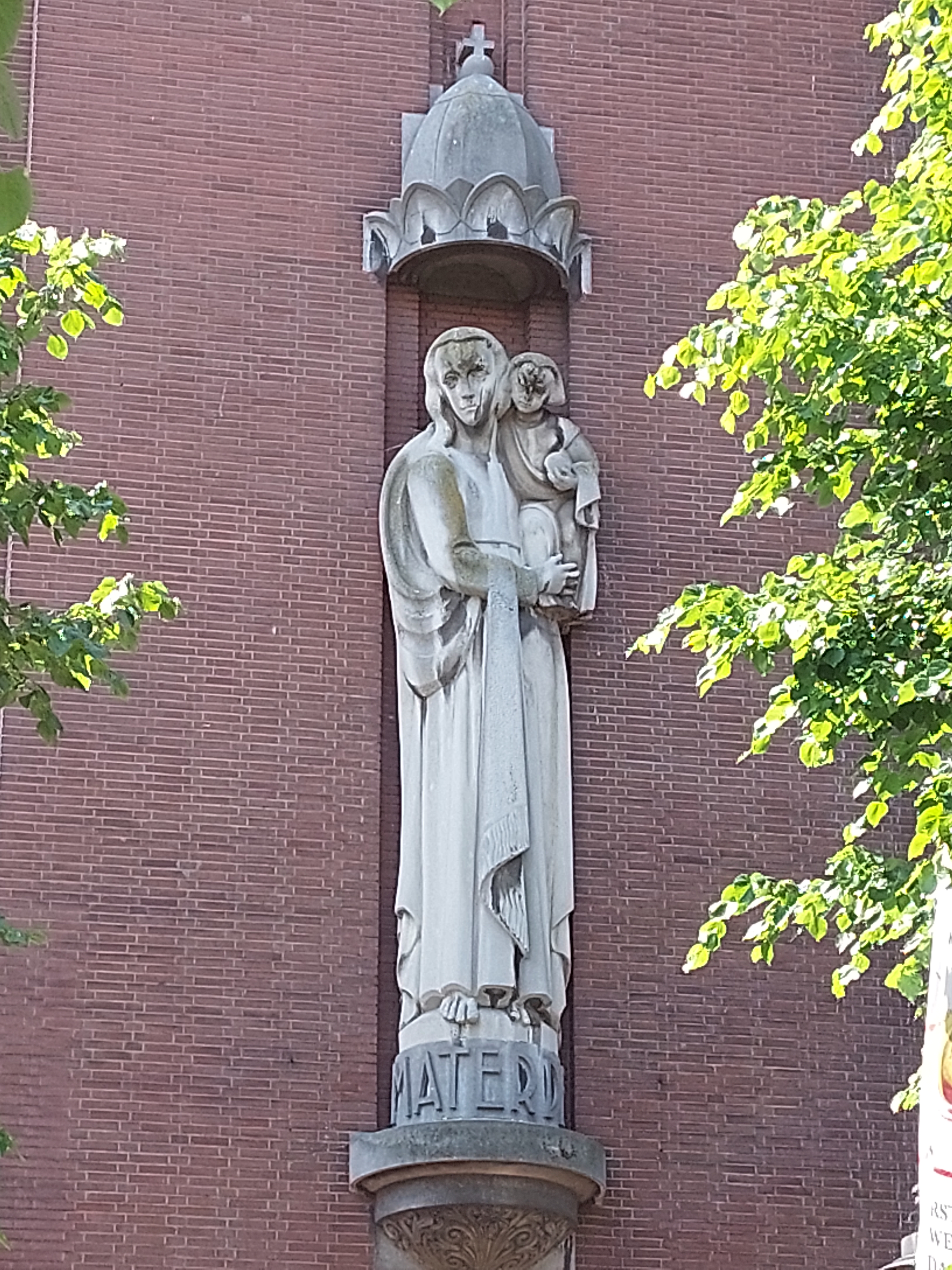
Mater Dei (1952) van Jef Jacobs

- Hoogreliëf Onze-Lieve-Vrouw met Kind uit 1940-1950; Auwerastraat 49, Antwerpen
- Mater Dei uit 1952, gevel Klein-Seminarie Hoogstraten
- Beelden in de tuin van het klooster van Meersel-Dreef (1951) [1]
- Hoofd van Christus, plaaster, 1936, klooster van Bitsingen [2]
- Kruisweg in Bitsingen, 1934